# Microvalgus duponti
Microvalgus duponti är en skalbaggsart som beskrevs av Franz Antoine 1993. Microvalgus duponti ingår i släktet Microvalgus och familjen Cetoniidae. Inga underarter finns listade i Catalogue of Life.